# パタゴニア (防護巡洋艦)

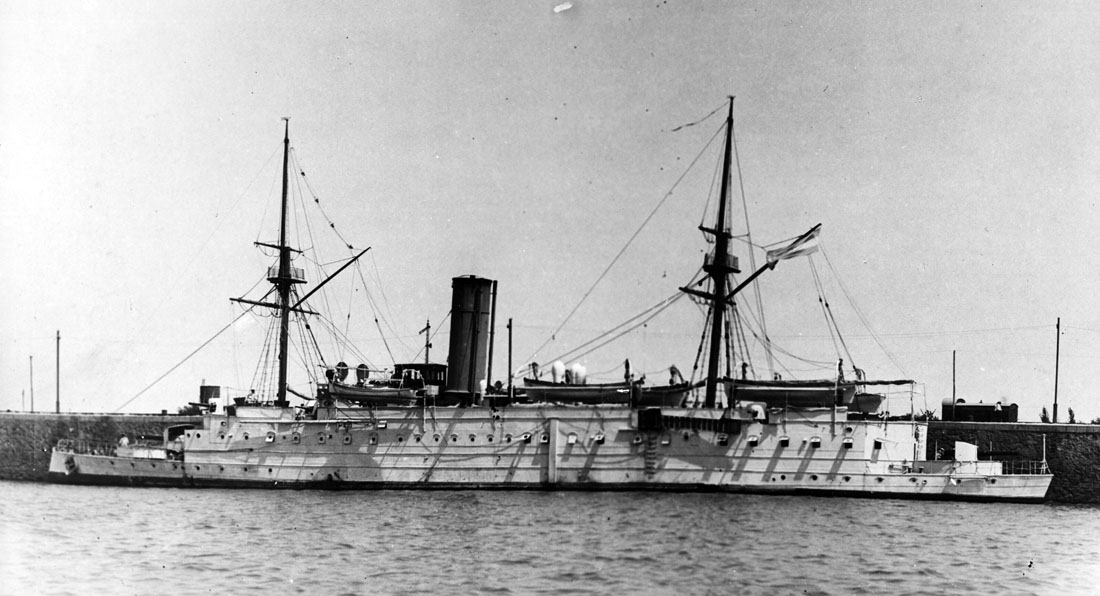

パタゴニア（Patagonia）はアルゼンチン海軍の防護巡洋艦。

## 解説
1885年進水。1887年2月に竣工。
鋼製船体で平甲板型。2本マストで煙突は1本。常備排水量1450t、垂線間長213フィート3インチ、幅32フィート9インチ。機関出力2730ihp、2軸推進で速力14ノット。防護甲板は厚さ1インチ。
兵装はアームストロング10インチ後装施条砲1門を艦前部に、アームストロング6インチ後装施条砲を艦中央部両側に各1門と後部に1門搭載した。他に9ポンド砲を4門搭載していた。
1890年のRevolution of the Parkの際、「パタゴニア」は反乱者側につき、政府側の輸送船をとらえたり他艦とともにブエノスアイレスを砲撃したりした。1893年のArgentine Revolution of 1893の際は9月25日に「パタゴニア」と海防戦艦「リベルタ」、「インデペンデンシア」、装甲艦「アルミランテ・ブラウン」、防護巡洋艦「ヌエベ・デ・フーリオ」が反乱軍の水雷艇基地を奇襲した。
1909年、測量船に改装。兵装は6インチ砲1門、4.7インチ砲1門と3インチ砲8門となった。1919年には輸送船に改装される。
1927年11月16日除籍。